# 네레오 로코
네레오 로코(이탈리아어: Nereo Rocco neˈrɛːo ˈrɔkko[*]; 1912년 5월 20일, 오스트리아-헝가리 트리에스테 ~ 1979년 2월 20일, 프리울리-베네치아 줄리아 주 트리에스테)는 이탈리아의 전 축구 선수이자 감독이었다. 당대 최고의 감독으로 손꼽히는 그는 이탈리아 역사상 가장 성공적인 감독으로 손꼽히며, 밀란을 지휘하여 국내 및 국제 대회에서 여러 차례 우승을 거두었다. 파도바 시절, 그는 자국 무대에서 빗장(catenaccio) 전법을 구사한 선구자이기도 했다.

## 선수 경력

### 클럽 경력

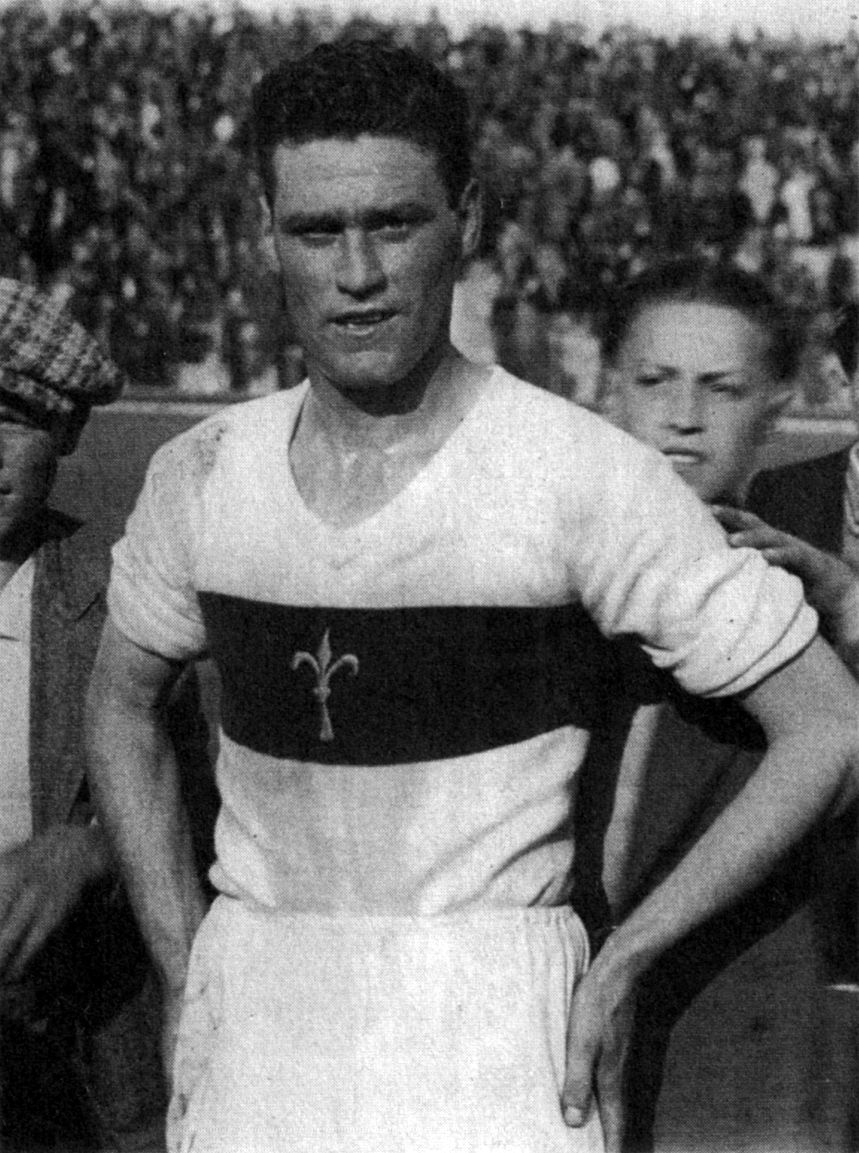
1930년대에 트리에스티나에서 활약하는 로코

로코는 미드필더로 측면을 주로 담당했다. 그는 선수로서 그다지 큰 두각을 나타내지는 않았는데, 주로 트리에스티나, 나폴리, 그리고 파도바에서 활약했다. 그는 11년 동안 세리에 A 287번의 경기에 출전해 69골을 넣었다. 로코는 이탈리아 국가대표팀 경기에도 한 차례 출전했었다.

### 국가대표팀 경력
로코는 이탈리아 국가대표팀 경기에 한 차례 출전했다: 그는 비토리오 포초 감독의 차출 하에 1934년 3월 25일에 그리스와의 안방 1934년 월드컵 예선전 경기에 출전했고, 결과는 4-0 완승이었다.

## 감독 경력

### 트리에스티나
로코는 1947년에 트리에스티나에서 감독으로 입문했다. 그는 세리에 A 깜짝 준우승을 차지했는데, 이는 트리에스티나가 거둔 역대 최고 성적이었다. 그는 몇 년 후에 구단 수뇌부와의 불화로 구단을 떠났다. 1951년, 그는 트리에스티나로 복귀하기 전에 트레비소를 지휘했다.

### 파도바
1953년, 로코는 세리에 B의 파도바와 계약했고, 강등을 피한 후 이듬해에 세리에 A 승격을 이룩했다. 로코가 파도바를 세리에 A에서 이끌 당시는 구단 역사상 가장 성공적인 시기로 회자되는데, 규모가 작은 구단임에도 불구하고, 1957-58 시즌에 3위에 오르는 기염을 토했다. 파도바를 지도하는 시기에 그는 이탈리아 올림픽 국가대표팀도 겸임하며 로마에서 열린 1960년 하계 올림픽에서 주세페 반니와 참가했고, 이탈리아는 이 대회 4위의 성적을 거두었다.

### 밀란

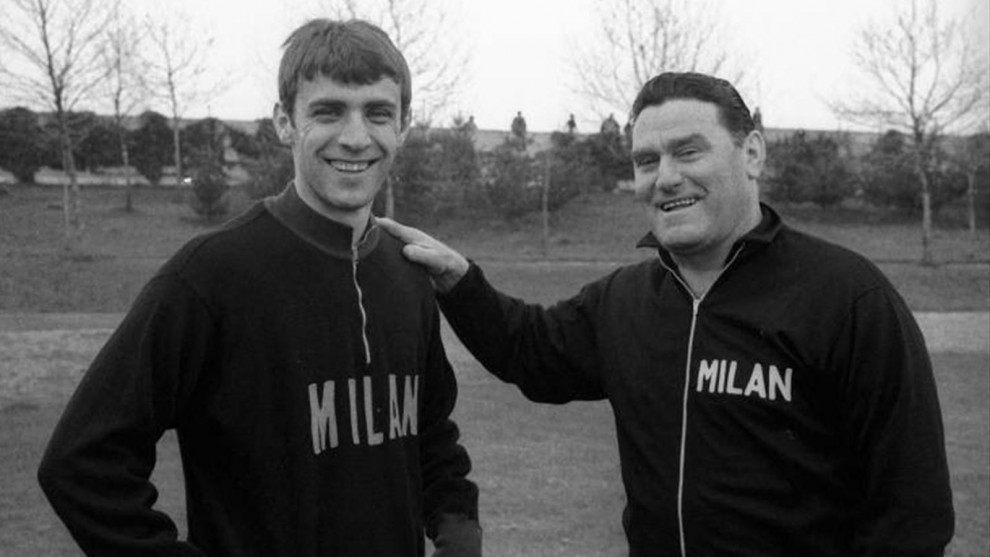
1967-68 시즌, 밀란 훈련의 로코 감독과 피에리노 프라티

1961년, 로코는 밀란의 신임 감독으로 취임해 적흑군단(Rossoneri)의 손꼽히는 전성기를 열었다: 그는 신예 플레이메이커 잔니 리베라를 중심으로 근면하며 수비적으로 안정적인 선수단을 구축했고, 리베라가 중원의 창의적인 경기 전개를 맡았다. 로코는 밀란에서 머물 당시 관계를 돈독히 맺었고, 구단의 성공시대를 여는 데 협업했고, 1962년에 세리에 A 우승을 거두고 1963년에는 유러피언컵 정상에 올랐다. 토리노에서 상승세를 이어나간 그는 위대한 토리노(Grande Torino)의 비극적 결말 이후로는 역대 최고 성적을 거두었고, 1967년에 로코는 밀란으로 복귀해 다시 한 번 작은 방패(scudetto)를 획득하고 컵위너스컵 우승을 거두었다.
그는 1969년에 유러피언컵을 추가하고, 인터콘티넨털컵, 코파 이탈리아, 그리고 또다른 컵 위너스 컵을 우승하고 1973년에 밀란을 떠났다. 피오렌티나에서 1년을 보낸 로코는 1975년에 감독일을 그만 둘 의사를 밝혔다. 1977년, 그는 기술위원장으로 밀란에 복귀해 닐스 리드홀름을 보좌했다. 로코는 밀란 역사상 최장 기간 역임 감독으로, 459경기에서 밀란을 지휘했다.(이 중 323경기는 총감독으로, 136명은 기술위원장으로 역임했다)

## 감독 방식
"그렇지 않기를 바라지!"— 상대가 로코한테 말했을 때의 로코의 반응: "이기는 팀이 강팀이야."

역대 최고의 감독으로 손꼽히는 로코는 이탈리아 빗장 전술의 선구자로, 그의 전술은 수 차례 성공적으로 증명되었다. 이 전술은 카를 라판의 최후방 수비수 기용에서 시작되었는데, 이 선수는 수비진 뒤에 배치되어 공을 걷어내는 1-3-3-3 배치 형태에 주로 활용되었다. 그의 선수단은 활동량과 신체적 강인함으로 명성을 떨쳤는데, 단순하면서도 효과적이고 실용적인 전술로 눈이 즐거운 아름다운 축구보다는 수비적 기반으로 멀리 차낸 공으로 빠르게 역습을 가해 공을 빼앗아 득점으로 신속히 연결하곤 했다. 밀란 시절, 그는 리베라를 선수단 중원의 플레이메이커로 기용해 선수단의 기회 창출을 도맡았다. 로코 감독은 동기를 불어넣는 데에도 일가견이 있었는데, 선수들과 유대감을 쌓아 좋은 선수단 분위기를 조성하고 승리의 의욕을 돋구었으며, 선수단 전술을 토론하고 훈련 시간에 칠판으로 단순히 설명하기보다 선수가 각자 역할을 식사 시간에 분장하곤 했다. 로코는 내성적인 성격에도 불구하고 전술적 인지도 외에도 성격에도 위엄, 지도자 자질, 그리고 유머 감각이 넘쳤고, 경기에서 벤치쪽에서 열정적으로 지시를 내렸다. 그는 언변으로도 인기를 얻었는데, 그에 따라 자주 선수들과 기자들 앞에서 말솜씨를 선보이기도 했다. 로코는 도사(트리에스테어: El Paron)로도 널리 알려졌는데, 트리에스테 방언을 말하는 것으로 널리 회자되었다.

## 최후와 유산
1979년 2월 20일, 로코는 향년 66세로 고향 트리에스테에서 영면에 들었다.
1992년 10월 18일, 로코의 이름을 딴 신축 경기장이 트리에스테에 개장했다.
로코의 전술로부터 영감을 받은 감독 중에는 조반니 트라파토니가 있는데, 그도 유동 공간{zona mista, 혹은 이탈리아 경기 방식(Gioco all'Italiana)} 활용법을 주 전술로 활용하며, 대인 방어를 한다는 점이 빗장(catenaccio) 전법과 비슷하며, 네덜란드의 토탈 풋볼처럼 지역 방어적 성격도 띄고 있다.

## 수상

### 감독
밀란
- 세리에 A: 1961–62, 1967–68
- 코파 이탈리아: 1971–72, 1972–73, 1976–77
- 유러피언컵: 1962–63, 1968–69
- 유러피언 컵위너스컵: 1967–68, 1972–73
- 인터콘티넨털컵: 1969

개인
- 황금 파종자상: 1962–63
- 이탈리아 축구 명예의 전당: 2012[16]
- 프랑스 풋볼 역대 최고의 감독 17위: 2019[17][18]
- 월드 사커 역대 최고의 감독 36위: 2013[19][20]